# Le Bon Samaritain (téléfilm, 2011)
 (avril 2022).
Si vous disposez d'ouvrages ou d'articles de référence ou si vous connaissez des sites web de qualité traitant du thème abordé ici, merci de compléter l'article en donnant les références utiles à sa vérifiabilité et en les liant à la section « Notes et références ».
Pour les articles homonymes, voir Le Bon Samaritain (homonymie) et Samaritain (homonymie).
Pour plus de détails, voir Fiche technique et Distribution.
Le Bon Samaritain est un téléfilm français réalisé par Bruno Garcia et diffusé le 12 septembre 2011 sur TF1.

## Synopsis
Jean-Jacques René (Laurent Gamelon) vient de réussir un braquage et prend la fuite sur une route de campagne, son butin dans une valise. Mais il tombe en panne d'essence. Continuant sa route à pied, il arrive dans un village au beau milieu d'un enterrement. Là, on le prend pour Antoine, le fils du défunt, disparu depuis longtemps. Seule l'énergique Amandine (Bernadette Lafont) pense qu'il ne s'agit pas d'Antoine.

## Fiche technique
- Titre : Le Bon Samaritain

- Réalisation : Bruno Garcia
- Scénario : Emmanuelle Sardou, Vincent Solignac et Alexandra Deman
- Musique : Philippe Kelly
- Décors : Denis Seiglan
- Costumes : Valérie Mascolo
- Photographie : Mathieu Czernichow
- Montage : Alexandre Landreau
- Pays :  France
- Genre Comédie
- Durée : 90 minutes
- Date de première diffusion : 12 septembre 2011 sur TF1.

## Distribution
- Laurent Gamelon : Jean-Jacques René / Antoine Toussaint
- Bernadette Lafont : Amandine Moustelle
- Michel Galabru : André Gourgousse
- Patrick Bosso : Sylvain Fauvet
- Élise Tielrooy : Josy Moreno
- Marie-Armelle Deguy : Brigitte Dubreil
- Eva Mazauric : Maryline Fauvet
- David Faure : Pierre Ribot
- Ferdinand Fortes : le père Basile
- Valentin Ngo : Martin-Huan Legrand
- Romann Berrux : Gaëtan Fauvet
- Swan Mirabeau : Rosita Moreno
- Cédric Nouet : Alexandre Graffin
- Philippe Mangione : Monsieur Legrand
- David Marchal : Jean-Pierre Graffin
- Jean-Michel Boch : Chaumar
- Vanessa Liautey : maître Patricia Vanel
- Vincent Solignac : M. Robineau
- Jean-François Malet : le gardien de prison
- Esther Dziadosz, Wassim Errajrazi, Damien Lebrat, Ilona Benoît, Deyan Grumic et Léa Violet : enfants